# Колдстрім (Огайо)
Колдстрім (англ. Coldstream) — переписна місцевість (CDP) в США, в окрузі Гамільтон штату Огайо. Населення — 1322 особи (2020).

## Географія
Колдстрім розташований за координатами 39°2′42″ пн. ш. 84°20′26″ зх. д. / 39.04500° пн. ш. 84.34056° зх. д. (39.044989, -84.340579).  За даними Бюро перепису населення США в 2010 році переписна місцевість мала площу 7,38 км², з яких 7,16 км² — суходіл та 0,22 км² — водойми.

## Демографія
Згідно з переписом 2010 року, у переписній місцевості мешкали 1173 особи в 424 домогосподарствах у складі 353 родин. Густота населення становила 159 осіб/км².  Було 455 помешкань (62/км²).
Расовий склад населення:
| - 96,2 % — білих - 1,8 % — азіатів - 0,9 % — чорних або афроамериканців - 0,1 % — корінних американців |

До двох чи більше рас належало 0,7 %. Частка іспаномовних становила 2,5 % від усіх жителів.
За віковим діапазоном населення розподілялося таким чином: 24,8 % — особи молодші 18 років, 62,1 % — особи у віці 18—64 років, 13,1 % — особи у віці 65 років та старші. Медіана віку мешканця становила 48,4 року. На 100 осіб жіночої статі у переписній місцевості припадало 99,8 чоловіків;  на 100 жінок у віці від 18 років та старших — 97,8 чоловіків також старших 18 років.
Середній дохід на одне домашнє господарство  становив 237 861 долар США (медіана — 151 625), а середній дохід на одну сім'ю — 251 893 долари (медіана — 159 107). За межею бідності перебувало 1,9 % осіб, у тому числі 0,0 % дітей у віці до 18 років та 3,0 % осіб у віці 65 років та старших.
Цивільне працевлаштоване населення становило 534 особи. Основні галузі зайнятості: освіта, охорона здоров'я та соціальна допомога — 30,0 %, науковці, спеціалісти, менеджери — 21,0 %, фінанси, страхування та нерухомість — 12,4 %, виробництво — 11,6 %.